# Scottish FA Cup 1937/38
Der Scottish FA Cup wurde 1937/38 zum 60. Mal ausgespielt. Der wichtigste Fußball-Pokalwettbewerb im schottischen Vereinsfußball wurde vom Schottischen Fußballverband geleitet und ausgetragen. Er begann am 22. Januar 1938 und endete mit dem Wiederholungsfinale am 27. April 1938 im Hampden Park von Glasgow. Als Titelverteidiger startete Celtic Glasgow in den Wettbewerb, das im Finale des Vorjahres gegen den FC Aberdeen gewann. Celtic schied bei der Austragung 1937/38 im Achtelfinale aus. Im diesjährigen Endspiel um den Schottischen Pokal standen sich der Zweitligist FC East Fife und FC Kilmarnock gegenüber. Die Fifers aus der schottischen Kleinstadt Methil erreichten zum zweiten Mal nach 1927 das Finale. Der FC Kilmarnock erreichte nach 1898, 1920, 1927, 1929, 1932 zum sechsten Mal in der Vereinsgeschichte das Endspiel. Die Fifers gewannen nach einem 1:1 im ersten Spiel das Wiederholungsfinale mit 4:2 nach Verlängerung, und damit zum ersten Mal den schottischen Pokal. Sie waren damit der erste Zweitligist in der Geschichte des Scottish FA Cup der den Titel gewinnen konnte. In der schottischen Meisterschaft entging Kilmarnock nur knapp de Abstieg in die Zweite Liga. In der Zweitligasaison 1937/38 wurde der FC East Fife fünfter.

## 1. Runde
Ausgetragen wurden die Begegnungen am 22. Januar 1938. Die Wiederholungsspiele fanden am 26. Januar 1938 statt.
|                      | Ergebnis |                       |
| -------------------- | -------- | --------------------- |
| FC Airdrieonians     | 1:2      | FC East Fife          |
| Albion Rovers        | 4:2      | FC Dundee             |
| Alloa Athletic       | 1:6      | Glasgow Rangers       |
| Ayr United           | 4:1      | FC East Stirlingshire |
| FC Bo’ness           | 0:4      | Hamilton Academical   |
| Chirnside United     | 2:3      | Ross County           |
| FC Clyde             | 1:4      | FC Motherwell         |
| FC Cowdenbeath       | 4:1      | Brechin City          |
| Dundee United        | 3:1      | Heart of Midlothian   |
| Dunfermline Athletic | 0:1      | FC St. Mirren         |
| Elgin City           | 1:6      | FC Aberdeen           |
| FC Falkirk           | 6:0      | FC Dalbeattie Star    |
| Forfar Athletic      | 7:4      | FC Blairgowrie        |
| Hibernian Edinburgh  | 2:3      | Edinburgh City        |
| FC Huntly            | 0:1      | Nithsdale Wanderers   |
| FC Kilmarnock        | 6:0      | FC Dumbarton          |
| FC Moorpark          | 2:5      | FC Larbert            |
| Greenock Morton      | 4:0      | FC Peterhead          |
| Penicuik Athletic    | 1:3      | FC King’s Park        |
| Queen of the South   | 4:2      | Leith Athletic        |
| FC Queen’s Park      | 2:0      | FC Galston            |
| Raith Rovers         | 1:0      | FC Montrose           |
| FC St. Bernard’s     | 1:0      | FC Vale of Leithen    |
| FC St. Johnstone     | 1:1      | FC Arbroath           |
| FC Stenhousemuir     | 3:1      | FC Babcock & Wilcox   |
| FC Stranraer         | 2:2      | Partick Thistle       |
| Third Lanark         | 1:2      | Celtic Glasgow        |

### Wiederholungsspiele
|                 | Ergebnis |                  |
| --------------- | -------- | ---------------- |
| FC Arbroath     | 1:3      | FC St. Johnstone |
| Partick Thistle | 8:0      | FC Stranraer     |

## 2. Runde
Ausgetragen wurden die Begegnungen am 12. Februar 1938. Die Wiederholungsspiele fanden am 16. Februar 1938 statt.
|                     | Ergebnis |                     |
| ------------------- | -------- | ------------------- |
| FC Aberdeen         | 5:1      | FC St. Johnstone    |
| Celtic Glasgow      | 5:0      | Nithsdale Wanderers |
| FC East Fife        | 5:0      | Dundee United       |
| FC Falkirk          | 3:2      | FC St. Mirren       |
| Hamilton Academical | 5:1      | Forfar Athletic     |
| FC Larbert          | 2:3      | Greenock Morton     |
| Partick Thistle     | 1:0      | FC Cowdenbeath      |
| FC Queen’s Park     | 1:1      | Ayr United          |
| Raith Rovers        | 9:2      | Edinburgh City      |
| Glasgow Rangers     | 3:1      | Queen of the South  |
| Ross County         | 2:5      | Albion Rovers       |
| FC St. Bernard’s    | 1:1      | FC King’s Park      |
| FC Stenhousemuir    | 1:1      | FC Motherwell       |
| FC Kilmarnock       | bye      |                     |

### Wiederholungsspiele
|                | Ergebnis |                  |
| -------------- | -------- | ---------------- |
| Ayr United     | 2:1      | FC Queen’s Park  |
| FC King’s Park | 3:4      | FC St. Bernard’s |
| FC Motherwell  | 6:1      | FC Stenhousemuir |

## Achtelfinale
Ausgetragen wurden die Begegnungen am 5. März 1938. Die Wiederholungsspiele fanden am 9. März 1938 statt.
|                  | Ergebnis |                     |
| ---------------- | -------- | ------------------- |
| Celtic Glasgow   | 1:2      | FC Kilmarnock       |
| FC East Fife     | 1:1      | FC Aberdeen         |
| FC Falkirk       | 4:0      | Albion Rovers       |
| Greenock Morton  | 1:1      | Ayr United          |
| FC Motherwell    | 2:0      | Hamilton Academical |
| Partick Thistle  | 1:2      | Raith Rovers        |
| Glasgow Rangers  | bye      |                     |
| FC St. Bernard’s | bye      |                     |

### Wiederholungsspiele
|             | Ergebnis |                 |
| ----------- | -------- | --------------- |
| FC Aberdeen | 1:2      | FC East Fife    |
| Ayr United  | 4:1      | Greenock Morton |

## Viertelfinale
Ausgetragen wurden die Begegnungen am 19. März 1938. Die Wiederholungsspiele fanden am 23. März 1938 statt.
|                  | Ergebnis |                 |
| ---------------- | -------- | --------------- |
| FC East Fife     | 2:2      | Raith Rovers    |
| FC Falkirk       | 1:2      | Glasgow Rangers |
| FC Kilmarnock    | 1:1      | Ayr United      |
| FC St. Bernard’s | 3:1      | FC Motherwell   |

### Wiederholungsspiele
|              | Ergebnis |               |
| ------------ | -------- | ------------- |
| Ayr United   | 0:5      | FC Kilmarnock |
| Raith Rovers | 2:3      | FC East Fife  |

## Halbfinale
Ausgetragen wurden die Begegnungen am 2. April 1938. Die Wiederholungsspiele fanden am 6. und 13. April 1938 statt.
|                 | Ergebnis |                  |
| --------------- | -------- | ---------------- |
| FC East Fife    | *1:1 *   | FC St. Bernard’s |
| Glasgow Rangers | *3:4 **  | FC Kilmarnock    |

### Wiederholungsspiel
|              | Ergebnis     |                  |
| ------------ | ------------ | ---------------- |
| FC East Fife | *1:1 n. V. * | FC St. Bernard’s |

### 2. Wiederholungsspiel
|              | Ergebnis |                  |
| ------------ | -------- | ---------------- |
| FC East Fife | *2:1 *   | FC St. Bernard’s |

## Finale
| FC East Fife                             | FC East Fife | FC Kilmarnock | FC Kilmarnock |
| ---------------------------------------- | --- | --- | ------------- |
| FC East Fife                             | \| Finale \| \| 23. April 1938 in Glasgow (Hampden Park) \| \| Ergebnis: 1:1 (1:1) \| \| Zuschauer: 80.091 \| \| Spielbericht \|                                                         | \| Finale \| \| 23. April 1938 in Glasgow (Hampden Park) \| \| Ergebnis: 1:1 (1:1) \| \| Zuschauer: 80.091 \| \| Spielbericht \|                                                 | FC Kilmarnock |
| FC East Fife                             | James Milton – Willie Laird, Robert Tait, Dave Russell, John Sneddon, John Harvey, Tommy Adams, Edward McLeod, Robert McCartney, Larry Miller, Danny McKerrell Cheftrainer: David McLean | Andy Fyfe – Fred Milloy, Jimmy Robertson, John Stewart, John Hunter, Sammy Ross, Felix McGrogan, Ben Thomson, George Reid, Allan Collins, Doug McAvoy Cheftrainer: Jimmy McGrory | FC Kilmarnock |
| FC East Fife                             | Edward McLeod | Doug McAvoy | FC Kilmarnock |
| Finale                                   | | |               |
| 23. April 1938 in Glasgow (Hampden Park) | | |               |
| Ergebnis: 1:1 (1:1)                      | | |               |
| Zuschauer: 80.091                        | | |               |
| Spielbericht                             | | |               |

## Wiederholungsfinale
| FC East Fife                             | FC East Fife | FC Kilmarnock | FC Kilmarnock |
| ---------------------------------------- | --- | --- | ------------- |
| FC East Fife                             | \| Finale \| \| 27. April 1938 in Glasgow (Hampden Park) \| \| Ergebnis: 4:2 n. V. (1:2) \| \| Zuschauer: 92.716 \| \| Spielbericht \|                                                   | \| Finale \| \| 27. April 1938 in Glasgow (Hampden Park) \| \| Ergebnis: 4:2 n. V. (1:2) \| \| Zuschauer: 92.716 \| \| Spielbericht \|                                           | FC Kilmarnock |
| FC East Fife                             | James Milton – Willie Laird, Robert Tait, Dave Russell, John Sneddon, John Harvey, Tommy Adams, Edward McLeod, Robert McCartney, Larry Miller, Danny McKerrell Cheftrainer: David McLean | Andy Fyfe – Fred Milloy, Jimmy Robertson, John Stewart, John Hunter, Sammy Ross, Felix McGrogan, Ben Thomson, George Reid, Allan Collins, Doug McAvoy Cheftrainer: Jimmy McGrory | FC Kilmarnock |
| FC East Fife                             | Danny McKerrell Edward McLeod Larry Miller | Ben Thomson Felix McGrogan | FC Kilmarnock |
| Finale                                   | | |               |
| 27. April 1938 in Glasgow (Hampden Park) | | |               |
| Ergebnis: 4:2 n. V. (1:2)                | | |               |
| Zuschauer: 92.716                        | | |               |
| Spielbericht                             | | |               |